# Who Are You (nummer)
Who Are You is de titelsong van het album "Who Are You", dat in 1978 door de Britse rockband The Who werd uitgegeven. Dit was overigens het laatste studioalbum, waaraan drummer Keith Moon meegewerkt heeft. Het nummer werd geschreven door songwriter-gitarist Pete Townshend en werd ook als single uitgegeven met de andere kant een nummer van bassist John Entwistle, getiteld "Had Enough", dat ook te beluisteren is op het album.

## Liedtekst
Veruit de meest populaire interpretatie van de liedtekst gaat over een ontmoeting van Pete Townshend met de Sex Pistols, die hem in een bar in Soho zagen en begroetten. Townshend echter, was erg dronken en kon niet thuisbrengen wie zij waren. Townshend werd buiten de bar wakker en werd dronken door een politieagent gevonden, die een fan bleek te zijn en hem liet gaan. De albumversie van het nummer heeft een extra couplet in de tekst, terwijl de singleversie een stuk korter is. Aan de heruitgave van het album in 1996, werd er een extra nummer toegevoegd, met een zogenaamde "lost verse" (verloren couplet). Het tweede couplet van dit nummer is totaal anders, maar verder is het nummer hetzelfde gebleven als de albumversie van 06:16 minuten. Na de eerste twee regels van het couplet, wordt er door vele fans gespeculeerd over het verdere tekstverloop van het couplet. Het is vrijwel niet te horen wat Roger Daltrey zingt, omdat de verschillende klanken als verschillende woorden geïnterpreteerd kunnen worden. Het nummer is verder vrij ongebruikelijk, omdat er twee momenten zijn waarop Daltrey zeer duidelijk het woord "fuck" zingt (op 2:15 en 5:40; en op 4:27 op de singleversie). Desalniettemin wordt het nummer vaak in zijn geheel gespeeld door classic rock-radiostations. De krachttermen veroorzaakten tegenstrijdigheden omdat de Amerikaanse televisiezender ABC een onveranderde uitzending van The Who's optreden op Live 8 uitzond.

## Video
Een promotievideo werd gefilmd op 9 mei 1978. Het originele plan was om alles te playbacken, met uitzondering van de live-zang, door Roger Daltrey. Toch werd er besloten dat de gitaar-, drum- en de pianopartij heropgenomen werden. Alleen John Entwistle's baspartij en de synthesizer bleven staan van de reeds opgenomen versie. Deze versie werd later uitgegeven op de rockumentaire The Kids Are Alright. De video laat duidelijk de gezondheidstoestand van Moon zien, die lijdt aan overgewicht.

## Hitnoteringen

### NPO Radio 2 Top 2000
| Nummer met noteringen in de NPO Radio 2 Top 2000 | '07  | '08 | '09  | '10  | '11  | '12  | '13  | '14  | '15  | '16  |
| ------------------------------------------------ | ---- | --- | ---- | ---- | ---- | ---- | ---- | ---- | ---- | ---- |
| Who Are You                                      | 1246 | -   | 1198 | 1232 | 1358 | 1175 | 1107 | 1368 | 1531 | 1901 |

1. ↑  Een '-' betekent dat het nummer niet was genoteerd en een vetgedrukt getal geeft de hoogste notering aan.
2. ↑  2007 was het eerste jaar met een notering voor dit nummer.
3. ↑  Deze tabel is bijgewerkt tot en met de laatste editie (2024).

## Gebruik in de media
- Het nummer is een van The Who's meest populaire nummers, dat de band ook speelde tijdens het concert voor New York en hun optreden van Live 8 (2005).
- Who Are You wordt gebruikt als theme-song van de populaire misdaadserie CSI: Crime Scene Investigation.
- Is te horen in de Simpsons-aflevering: "A Tale of Two Springfields" (#250).
- Wordt door BBC Radio 2 gebruikt als jingle voor Johnny Walker's "Drivetime" show.
- Wordt gebruikt in Charlie's Angels 2 in hun mislukte versie van CSI.